# 1004島新安国際シニア囲碁大会
1004島新安国際シニア囲碁大会（1004とう シナンこくさいシニアいごたいかい、1004섬 신안 국제시니어 바둑대회）は、囲碁の国際招待棋戦。韓国新安郡で2019年から開催される。第1回は団体戦と個人戦、第2回からは個人戦が行われ、第4回からはワールド囲碁チャンピオンシップ（월드 바둑 챔피언십）として開催。
- 主催 韓国棋院
- 主管 韓国棋院、(3回-)新安郡囲碁協会
- 後援 新安郡、(3回-)全羅南道
- 優勝賞金 団体戦2000万ウォン、個人戦(1回)5000万ウォン、(2回-)3000万ウォン

## 第1回(2019年)
2019年6月7-12日に新安郡曽島面で、韓国、中国、日本、台湾の16名の棋士によって行われた。
団体戦 優勝:韓国(2-1, 6)、2位:中国(2-1, 6)、3位:日本(2-1, 4)、4位:台湾(0-3, 2)
- 第1戦
  - 韓国 2-1 中国（梁宰豪○劉小光、徐奉洙×芮廼偉、劉昌赫○兪斌）
  - 日本 2-1 台湾（武宮正樹○林海峰、小林光一×王立誠、依田紀基○王銘琬）
- 第2戦
  - 日本 2-1 韓国（武宮正樹×梁宰豪、小林光一○徐奉洙、依田紀基○劉昌赫）
  - 中国 2-1 台湾（劉小光○林海峰、芮廼偉×王立誠、兪斌○王銘琬）
- 第3戦
  - 韓国 3-0 台湾（梁宰豪○林海峰、徐奉洙○王立誠、劉昌赫○王銘琬）
  - 中国 3-0 日本（劉小光○武宮正樹、芮廼偉○小林光一、兪斌○依田紀基）

個人戦
- 1回戦 王立誠 - 劉昌赫、小林光一 - 徐能旭、徐奉洙 - 劉小光、王銘琬- 金鐘秀、兪斌 - 林海峰、梁宰豪 - 芮廼偉、依田紀基 - 金基憲、武宮正樹 - 趙治勲
- 2回戦 王立誠 - 小林光一、徐奉洙 - 王銘琬、兪斌 - 梁宰豪、依田紀基 - 武宮正樹
- 準決勝 王立誠 - 徐奉洙、兪斌 - 依田紀基、
- 決勝戦 王立誠 - 兪斌

## 第2回(2021年)
2021年第2回は、12月21-22日に韓国新安郡干潟博物館、及び中国棋院、日本棋院とでオンライン対局で、韓国、中国、日本、台湾の16名の棋士による個人戦トーナメントが行われた。また新安郡エルドラド・リゾートでは、アマチュアによる新安国際囲碁大会記念全南道民囲碁祭りも開催された。
個人戦
- 1回戦 劉昌赫 - 王立誠、兪斌 - 徐能旭、依田紀基 - 金鐘秀、金榮桓 - 小林光一、 王銘琬 - 曺薫鉉、芮廼偉 - 金日煥、徐奉洙 - 武宮正樹、聶衛平 - 崔珪昞
- 2回戦 劉昌赫 - 兪斌、依田紀基 - 金栄桓、王銘琬 - 芮廼偉、徐奉洙 - 聶衛平
- 準決勝 劉昌赫 - 依田紀基、王銘琬 - 徐奉洙
- 決勝戦 劉昌赫 - 王銘琬

## 第3回(2022年)
2022年第3回は、6月21-22日に韓国新安郡にて、韓国、日本、中国、中華台北の16名の選手によって、インターネット対局で行われた。
- 1回戦 劉昌赫 - 王立誠、徐奉洙 - 高尾紳路、金榮桓 - 武宮正樹、曹大元 - 金燦佑、王銘琬 - 李昌鎬、常昊 - 金秀壮、小林光一 - 崔珪昞、兪斌 - 曺薫鉉
- 2回戦 劉昌赫 - 徐奉洙、金栄桓 - 曹大元、王銘琬 - 常昊、小林光一 - 兪斌
- 準決勝 劉昌赫 - 金栄桓、王銘琬 - 小林光一
- 決勝 劉昌赫 - 王銘琬

## 第4回(2023年)
2023年第4回は、1004島新安ワールド囲碁チャンピオンシップ（월드 바둑 챔피언십）として、6月22-23日に韓国新安郡にて、韓国、日本、中国、中華台北、アメリカ、オランダ、タイの16名の選手によって行われた。
| 1回戦(6月22日) - 兪斌（中国） - 徐奉洙（韓国） - 江鳴久（アメリカ） - デビッド・フー（オーストラリア） - 武宮正樹（日本） - 劉昌赫（韓国） - 曺薫鉉（韓国） - ロブ・バンザイスト（オランダ） - 依田紀基（日本） - 徐能旭（韓国） - 李昌鎬（韓国） - 羅洗河（中国） - 崔明勲（韓国） - 王立誠（中華台北） - 李相勲（韓国） - ラチャユット・プワッテチャコン（タイ） | 2回戦(6月22日) - 兪斌 - 江鳴久 - 武宮正樹 - 曺薫鉉 - 依田紀基 - 李昌鎬 - 崔明勲 - 李相勲 準決勝(6月23日) - 兪斌 - 武宮正樹 - 依田紀基 - 崔明勲 決勝戦(6月23日) - 兪斌 - 依田紀基 |

## 第5回(2024年)
2024年第5回は、ワールド囲碁チャンピオンシップ（월드 바둑 챔피언십）として、6月12-13日に韓国新安郡干潟博物館にて、8か国16名の選手によって行われた。
| 1回戦(2024/5/12) - 劉昌赫（韓国） - ロブ・バンザイスト（欧州） - 崔明勲（韓国） - 依田紀基（日本） - 李昌鎬（韓国） - 王磊（中国） - 小林光一（日本） - 曺薫鉉（韓国） - 羅洗河（中国） - 徐奉洙（韓国） - 江鳴久（米国） - トニー・パーセル（オセアニア） - 安祚永（韓国） - レー・マイ・ヅウィ（ベトナム） - 王立誠（台湾） - 金承俊（韓国） | 2回戦(2024/5/12) - 劉昌赫 - 崔明勲 - 李昌鎬 - 小林光一 - 羅洗河 - 江鳴久 - 安祚永 - 王立誠 準決勝(2024/5/13) - 劉昌赫 - 李昌鎬 - 羅洗河 - 安祚永 決勝戦(2024/5/13) - 劉昌赫 - 羅洗河 |

## 第6回(2025年)
2025年第6回は、ワールド囲碁チャンピオンシップ（월드 바둑 챔피언십）として、6月6-7日に韓国新安郡にて、8か国16名の選手によって行われた。
| 1回戦(2025/6/6) - 睦鎮碩（韓国） - 芮廼偉（中国） - 李昌鎬（韓国） - 江鳴久（米国） - 劉昌赫（韓国） - David Bofinger（オーストラリア） - 周鶴洋（中国） - 曺薫鉉（韓国） - 山下敬吾（日本） - 康占斌（シンガポール） - 依田紀基（日本） - 李相勲（韓国） - 安祚永（韓国） - Cornel Burzo（ルーマニア） - 崔明勲（韓国） - 王銘琬（中華台北） | 2回戦(2025/6/6) - 睦鎮碩 - 李昌鎬 - 劉昌赫 - 周鶴洋 - 山下敬吾 - 依田紀基 - 安祚永 - 崔明勲 準決勝(2025/6/7) - 睦鎮碩 - 劉昌赫 - 山下敬吾 - 安祚永 決勝戦(2025/6/7) - 睦鎮碩 - 山下敬吾 |